# Aeropuerto de Sendai
El Aeropuerto de Sendai (仙台空港 Sendai Kūkō?) (IATA: SDJ, OACI: RJSS) es un aeropuerto localizado en Natori, Miyagi, a 13,6 km al sursureste de la estación de Sendai. El aeropuerto se cerró las puertas el 11 de marzo de 2011 debido a los daños ocasionados por el terremoto y tsunami de Japón de 2011.

## Historia
En 1940, el Ejército Imperial Japonés construyó el Aeropuerto de Sendai para usarlo para la Escuela de Vuelo del Ejército de Kumakaya. Se le llamó de diferentes nombres: Campo de aviación de Natori, de Masdas y de Yatory. En 1943, el Centro de Vuelo del Ejército de Miho se trasladó al Aeropuerto de Sendai. Expandió las infraestructuras, las reformó y las convirtió en la Escuela de Vuelo del Ejército de Sendai. 
Al final de la Segunda Guerra Mundial, el Ejército de los Estados Unidos tomó control del aeropuerto y sus operaciones. En 1956 le fue devuelto a Japón y transferido al ministerio de defensa. Se designó al ministro de Tierra, Infraestructura, Transporte y Turismo para administrarlo y hacer uso del aeropuerto.

### Terremoto y tsunami de Japón de 2011

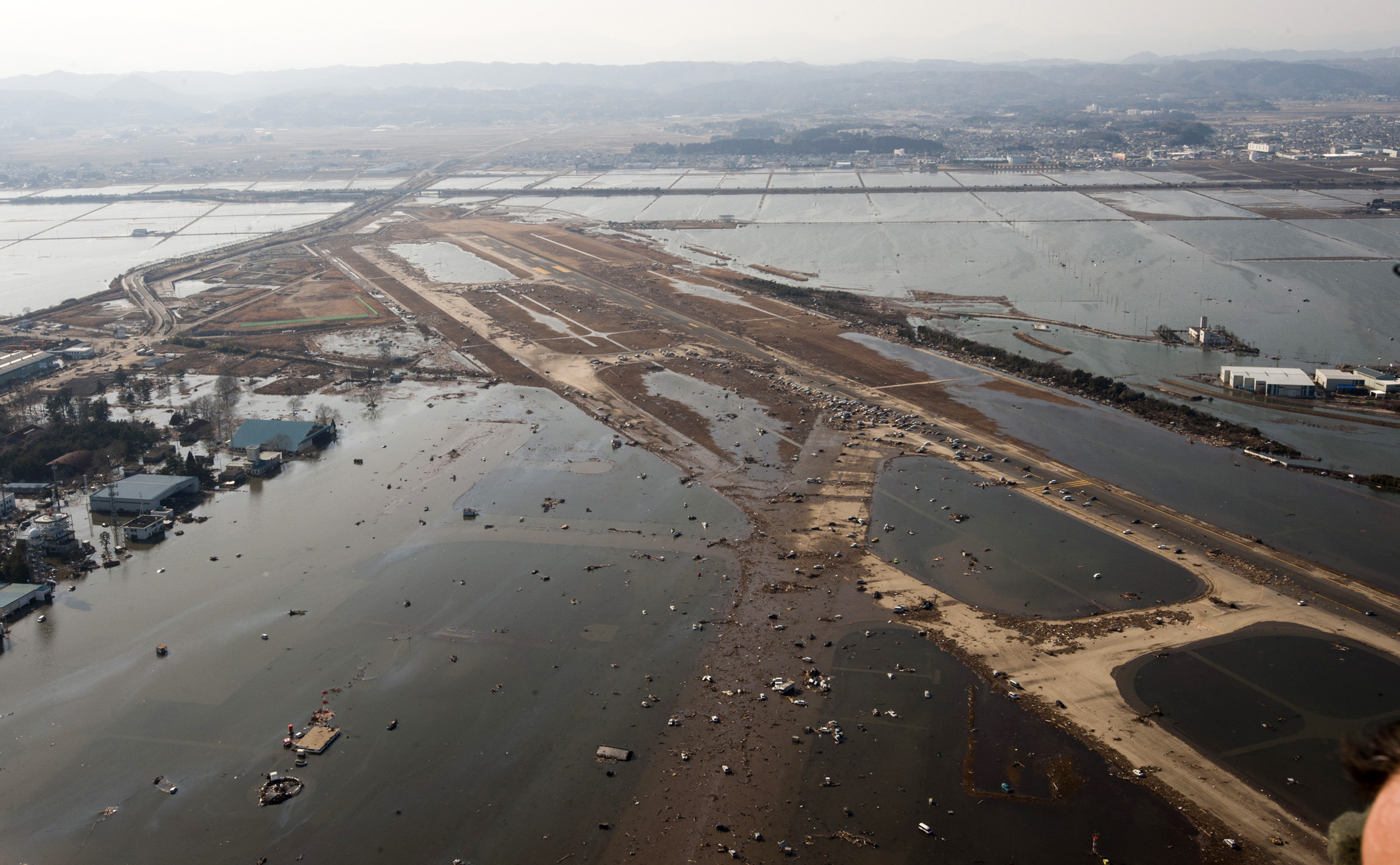
Inundaciones en el aeropuerto causadas por el tsunami

El aeropuerto de Sendai se cerró a las 15:10 hora local (06:10 UTC) del 11 de marzo de 2011 como resultado del terremoto de Sendai. El tsunami sumergió las pistas y las carreteras del aeropuerto. La terminal quedó rodeada de barro y escombros. El agua llegó hasta el segundo nivel del edificio de la terminal y dejó el equipamiento eléctrico, los transformadores y el material de seguridad inservible. La red de ferrocarril que conecta al aeropuerto, la Línea Aeropuerto de Sendai, también se cerró debido al agua. Los acontecimientos devastadores del tsunami dejaron a 1.300 personas aisladas en el edificio de la terminal del aeropuerto, hasta que fueron evacuadas el 13 de marzo.
El 17 de marzo, la pista 9/27 del aeropuerto se reabrió para acomodar los aviones de rescate y ayuda. Para reabrir el aeropuerto, el 16 de marzo, un equipo del "Escuadrón de Tácticas Especiales 320" de la Fuerza Aérea de los Estados Unidos se lanzaron en paracaídas y llegaron a pie hasta el aeropuerto. Con ayuda de las Fuerzas de Autodefensa de Japón, quitaron suficientes escombros en pocas horas para permitir a los aviones C-130 aterrizar con más ayuda y personal. Tras limpiar la zona, el 20 de marzo, un C-17 estadounidense aterrizó con 40 toneladas de suministros.

## Transporte
La Línea Aeropuerto de Sendai, que conecta con la estación Sendai, se abrió el 18 de marzo de 2007. El trayecto hasta la ciudad de Sendai cuesta unos 17-25 minutos. 
El aeropuerto se accede por coche a través del Peaje de Sendai-Tobu, vía la Ruta 20. Hay dos aparcamientos, localizados en el edificio de la terminal (Aparcamiento 1, con 970 plazas) y en el lado este del aeropuerto (Aparcamiento 2, con 250 plazas).
Varios taxis y autobuses dan servicio al aeropuerto:
- Autobuses: Miyagi Kotsu (Estación Natori), Iwanuma Shimin (Estación Iwanuma) y Sendai (Yamagat Zao)
- Taxis: Ciudad de Sendai y Estación Tatekoshi

## Aerolíneas y destinos
Las aerolíneas que operan al aeropuerto vuelan principalmente a destinos domésticos. Los pocos vuelos internacionales tienen destino al extremo Oriente. La ruta de Continental Airlines hacia Guam es el único destino fuera de Asia. 
| Aerolínea                              | Destinos                                               | Terminal      |
| -------------------------------------- | ------------------------------------------------------ | ------------- |
| Air China                              | Beijing-Capital, Dalian, Shanghái-Pudong               | Internacional |
| All Nippon Airways                     | Naha, Osaka-Itami, Sapporo-Chitose                     | Doméstico     |
| ANA operada por Air Central            | Tokio-Narita                                           | Doméstico     |
| ANA operada por Ibex Airlines          | Fukuoka, Hiroshima, Komatsu, Osaka-Itami, Tokio-Narita | Doméstico     |
| Asiana Airlines                        | Seoul-Incheon                                          | Internacional |
| China Southern Airlines                | Changchun                                              | Internacional |
| Continental Airlines                   | Guam                                                   | Internacional |
| Dragonair                              | Hong Kong                                              | Internacional |
| EVA Air                                | Taipéi-Taoyuan                                         | Internacional |
| Hokkaido International Airlines        | Sapporo-Chitose                                        | Doméstico     |
| Hong Kong Airlines                     | Hong Kong                                              | Internacional |
| Japan Airlines                         | Fukuoka, Sapporo-Chitose                               | Doméstico     |
| Japan Airlines operada por JAL Express | Nagoya-Centrair, Osaka-Itami                           | Doméstico     |